# 태풍 마와르 (2023년)
슈퍼태풍 마와르(Super Typhoon Mawar) 또는 슈퍼태풍 베티(Super Typhoon Betty)는 2023년 5월 19일(UTC 기준)부터 6월 3일까지 총 16일간 활동한 매우 강력한 슈퍼태풍이다. 역사상 가장 강력한 북반구의 5월 열대성 저기압으로, 2023년 두 번째로 발생한 열대폭풍이다. 5월 19일 미크로네시아 연방 추크 라군 남남서쪽의 저기압대에서 발생했다. 이후 급격하게 발달하면서 열대폭풍으로 발전했으며, 나중에는 사피어-심프슨 허리케인 등급 5등급에 해당하는 맹렬한 슈퍼태풍으로 발달했다. 태풍 마와르는 5월 26일 기준 5등급의 슈퍼태풍으로 괌 바로 북쪽을 지났으며 허리케인급 강풍과 폭우를 가져오며 2002년 태풍 봉선화 이후 괌에 가장 큰 피해를 준 태풍으로 기록되었다.
참고로, 마와르는 말레이시아에서 제출한 이름이며 인도네시아어로 '장미'(rose)를 의미한다.

## 역사

### 열대저압부 이전
5월 17일 괌에서 남쪽으로 약 865 km 떨어진 해역에 있는 약한 열대요란(LLC)을 미국 합동태풍경보센터(JTWC)가 Invest 97W라고 명명했다. 세계 예보 체계(GFS)와 해군 세계 환경 모델(NAVGEM)과 같은 전지구 예보 모델에서는 이 요란이 며칠간 점점 열대 저기압으로 강화된다고 예보했다. 다음날에는 요란이 LLC 상공으로 확대되었다. 이후 JTWC에서는 뇌우영역이 매우 넓어지고 태풍 조직이 강해지고 있다며 이 열대요란에 열대 저기압 형성 경보를 발령했다. 일본 기상청(JMA)도 이 열대요란을 추적하기 시작하여 5월 18일 저기압 지대로 표기하다 직후인 5월 19일 열대저압부로 격상시켰다.
약한 무역풍으로 열대저압부는 북쪽으로 방향을 틀기 시작했다. JTWC는 5월 20일 저기압이 따듯한 해역과 극방향, 서쪽방향 유출풍으로 강화되고 있다며 02W라는 이름으로 명명했다. 같은 날 해수면 산란계를 지나는 바람에서 서남부 사분면의 풍속이 65 km/h으로 측정되었으며 이 바람이 중심부 운집구를 형성하며 저기압이 열대폭풍으로 강화되었다. 이에 따라 JMA은 열대폭풍에 '마와르'라고 이름붙였다. 또한 운집구의 깊은 대류가 LLCC(저기압 요란지대)를 완전히 가리면서 5월 21일 00:00 UTC에는 JMA가 강한 열대폭풍으로 발령했다. 5월 21일에는 JMA와 JTWC 양 측 모두 정식으로 마와르를 태풍으로 격상시켰다. 5월 22일에는 태풍의 눈이 형성되었으며 순환하는 저기압대를 강우대가 감싸기 시작했다.

### 태풍 격상 이후

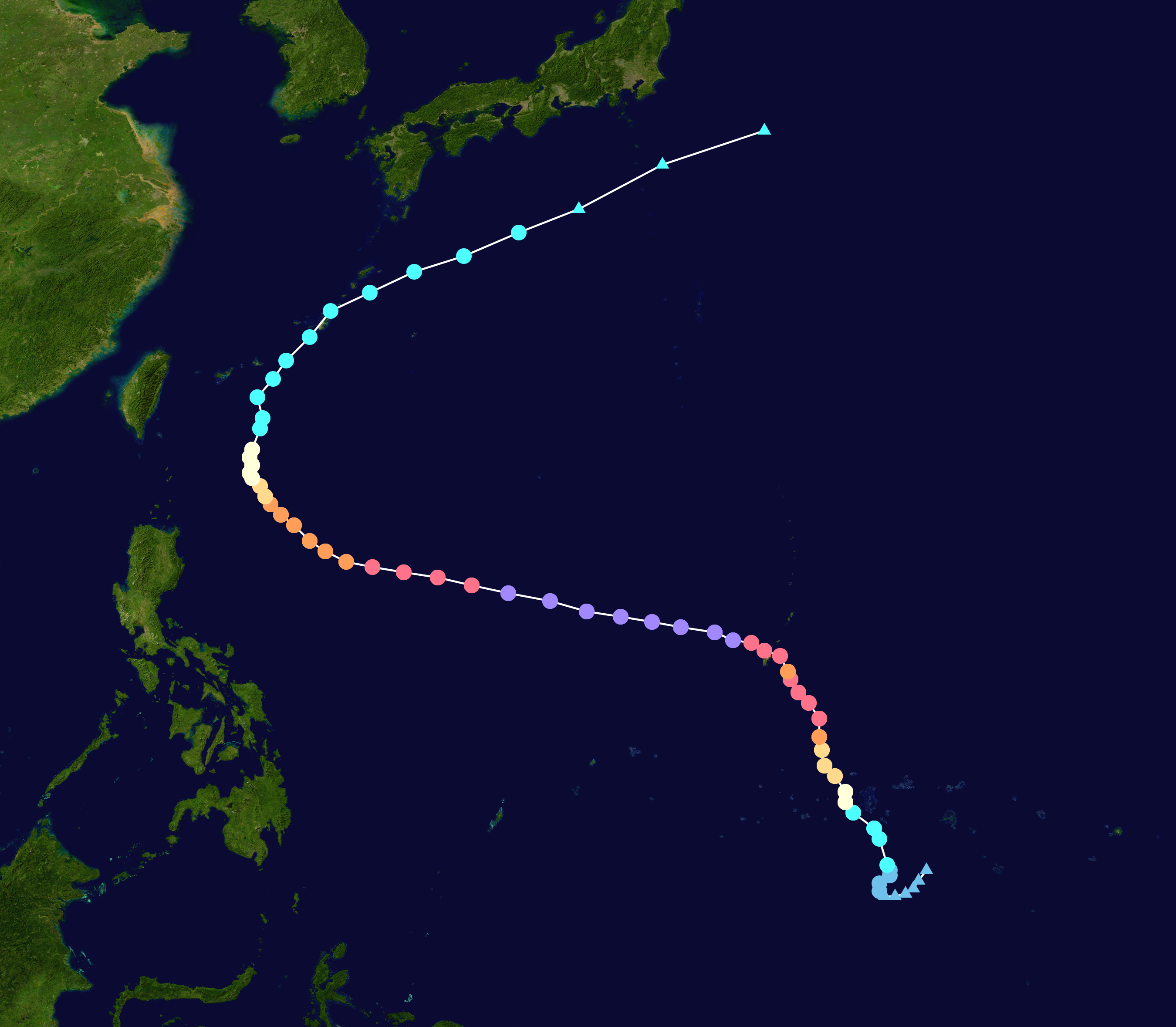
태풍 마와르의 이동 지도.

5월 23일, 태풍 마와르는 사피어-심프슨 허리케인 등급(SSHWS) 기준 4등급에 해당하는 210 km/h의 바람으로 급격하게 강해졌다. 또한 눈벽 대체 순환 과정도 거쳤다. 이후 태풍은 JTWC 기준 가장 높은 단계의 분류인 슈퍼태풍으로 강화되었으며 최대 풍속은 250 km/h에 달했다. 다만 태풍의 중심은 대체 순환을 거치며 약화되어 내부가 구름으로 가득 찼다. 5월 24일에는 마와르의 중심이 현지 시각 기준 오후 9시에 괌 북쪽 끄트머리를 통과되며 약간 약화되어 4등급 태풍으로 내려갔다. 5월 25일에는 앞서 언급된 눈벽 대체 순환 과정이 완전히 끝나고 균일한 눈이 나타났다. 처음에 구름으로 가득 찼던 폭풍은 빠르게 중심에서 구름이 사라지면서 서북서 방향을 향해 천천히 움직이면서 다시 세력이 강해졌다.
다음 날인 5월 26일, 태풍 마와르는 JTWC 기준 1분평균풍속이 160 노트 (295 km/h)을 기록하며 SSHWS 기준 5등급 태풍급으로 다시 강해졌다. 매우 크고 거의 대칭적인 모습을 가진 태풍 마와르는다시 한 번 눈벽대체순환을 거치고 이 과정에서 세력이 약화되었다. 하지만 이 과정에서도 여전히 그 직경 자체는 큰 크기를 유지했다.. 5월 26일 18시 UTC에 태풍이 필리핀 기상청 관측 구역으로 진입하면서 필리핀 기상청(PAGASA)는 태풍에 "베티"라는 이름을 새롭게 붙였다. 다음 날인 5월 27일, 동시간 JTWC에서는 중심기압 922hPa, 1분 평균 풍속 75m/s로 약화된 것으로 해석하여 4등급 슈퍼태풍으로 격하되였다. 5월 28일, 중심기압 947hPa, 1분 평균 풍속 57m/s의 세력으로 약화된 것으로 해석하여 3등급 태풍으로 격하된 것으로 분석하였다. 5월 30일, 중심기압 937hPa, 1분 평균 풍속 62m/s의 세력으로 약화된 것으로 해석하여 슈퍼 태풍의 지위에서 벗어났다. JTWC는 중심기압 956hPa, 1분 평균 풍속 90kn의 세력으로 약화되어 2등급 태풍으로 격하되었다. 5월 30일 9시에 다시 1등급 태풍으로 격하되었다. 21시에 JMA가 중심기압 960hPa, 10분 평균 풍속 39m/s, 10분 순간풍속 54m/s의 세력으로 다소 약화되었다. 5월 31일, JMA가 중심기압 965hPa, 10분 평균 풍속 36m/s, 10분 순간풍속 51m/s의 세력으로 다소 약화되었다고 분석하였고, JMA 기준 강풍 직경이 1,200km에 1,140km로 근소하게 작아졌다. 태풍 마와르가 일본 미야코 제도에 접근하면서 5월 31일 18시부터 JMA의 매시간 태풍정보 발표가 시작되었다. 21시에 JMA가 중심기압 965hPa, 10분 평균 풍속 33m/s, 10분 순간풍속 49m/s의 세력으로 약화되었다고 분석하였다. 6월 1일 0시에 JMA 기준 강풍 직경이 1,140km에서 1,240km로 근소하게 커졌다. 6월 1일 3시에 JMA가 중심기압 970hPa, 10분 평균 풍속 31m/s, 10분 순간풍속 44m/s의 세력으로 약화되었다고 분석하였다. 9시에 JMA가 중심기압 970hPa, 10분 평균 풍속 28m/s, 10분 순간풍속 41m/s의 세력으로 약화되었다고 분석하였다. 강풍 직경이 1,240km에서 1,090km로 근소하게 작아졌다. 6월 1일 15시에 JMA가 중심기압 975hPa, 10분 평균 풍속 26m/s, 10분 순간풍속 36m/s의 세력으로 약화되었다고 분석하였다. 6월 2일 0시 JMA 기준 강풍 직경이 1,090km에서 1,000km로 근소하게 작아졌다. 9시에 JMA가 중심기압 980hPa, 10분 평균 풍속 23m/s, 10분 순간풍속 33m/s의 세력으로 약화되었다고 분석하였다. 그리고 일본 기상청의 매시간 태풍정보 발표가 종료되었다. 6월 3일 0시에 JMA 기준 강풍 직경이 1,000km에서 1,040km로 근소하게 커졌다. 3시에NOAA는 태풍 마와르가 아열대저기압으로 변질된 것으로 분석하였다. 6시에 태풍 마와르가 온대저기압으로 변질되었다고 분석하였다.중심기압 985hPa, 10분 평균 풍속 23m/s, 10분 순간풍속 33m/s의 세력으로 중심기압이 상승하였다고 분석하였다. 그리고, 한국 기상청에서는 중심기압 990hPa의 온대저기압으로 변질되었다. JMA에서 태풍 마와르가 중심기압 988hPa의 온대저기압으로 변질되었다고 분석하면서 한미일 3국의 태풍 예보가 완전히 종료되었다.

## 태풍 대비

### 마리아나 제도

태풍 마와르는 5월 24일 괌에 최근접해서 큰 피해를 주었다.

5월 21일 마리아나 제도 전역에 태풍주의보가 발령되었으며, 태풍이 점점 가까워지면서 섬에 홍수 경보도 같이 발령되었다. 괌의 지사(Governor)인 로우 레온 게레로와 마리아나 지역 합동사령부 지휘관인 해군제독 벤자민 니콜슨은 5월 21일 태풍 마와르가 괌 남남동쪽 1,060 km 해역에 있는 가운데 대비태세 3단계(COR 3)를 발령했다. 괌의 군사시설은 예정된 태풍에 대비하여 시설의 안전을 확보하기 시작했다. 미국 해안경비대는 섬에 정박하던 2척의 군함을 외해로 대피시켰다. 이날 현지시각 오후 8시에는 COR 2가 선언되었으며 괌 정부가 비필수 행정서비스의 운용 중지를 발표하면서 법원과 공립학교가 문을 닫았다. 괌 내의 의, 병원도 COR 2 발령에 따라 서비스를 축소했다. 로타섬과 사이판 등 인근의 섬들에서도 태풍 마와르를 대비해 시설을 폐쇄했다. 5월 22일에는 북마리아나 제도 지역의 모든 공립학교가 휴교했다. 5월 22-24일 사이에 운행하는 괌을 향하는 모든 항공편도 운휴되었다. 사이판 센텐티널 라이언스 농구 리그(SCLC) 플레이오프도 태풍으로 행사가 중단되었다.
괌 지사인 레온 게레로는 5월 22일 괌 전역에 비상사태를 선포하며 마와르가 "괌의 보건, 안전, 복지에 임박하고 중요하며 심각한 위협"이라고 말했다. 미국의 대통령 조 바이든은 같은 날 괌과 북마리아나 제도의 비상사태 선언을 승인하면서 재난 조치를 위해 연방 자원을 섬에 지원할 수 있게 되었다. 5월 23일 현지 시각 오후 1시에는 괌에 최고 태세인 COR 1이 발령되었다.
레온 게레로 지사는 괌의 저지대 해안 지역에 대피령을 내리면서 주민들에게 이날 오후 6시까지 전부 고지대로 대피하라고 명령했다. 대피령 대상이 된 마을은 하가트, 후마탁, 말레소, 탈로포포이다. 대피령에 따라 괌 국가경비대에도 대피 지원을 시작했다. 괌 교육부는 5월 23일 현지 시각 오전 8시에 12개 학교에 비상대피소를 신설했다. 오후 9시까지 총 862명이 정부 운영 대피소에 수용되었다. 니콜슨 제독은 위험 지역 내 군사시설에 있는 주민의 대피도 승인했다.

### 필리핀
필리핀 사회복지개발부(DSWD)에서 태풍 마와르에 대비해 689,885개의 가족 식량 꾸러미를 전국적으로 사전 배치했다. 필리핀 공공사업 및 고속도로부에서는 태풍 마와르의 영향에 대비해 직원과 장비를 준비했다. 필리핀의 대통령 봉봉 마르코스는 자금과 식량 공급을 준비하고 있으며 비상임무단이 대기중이라고 밝혔다. 5월 26일에는 일부 학교가 휴교하기도 했다.

## 피해

### 괌

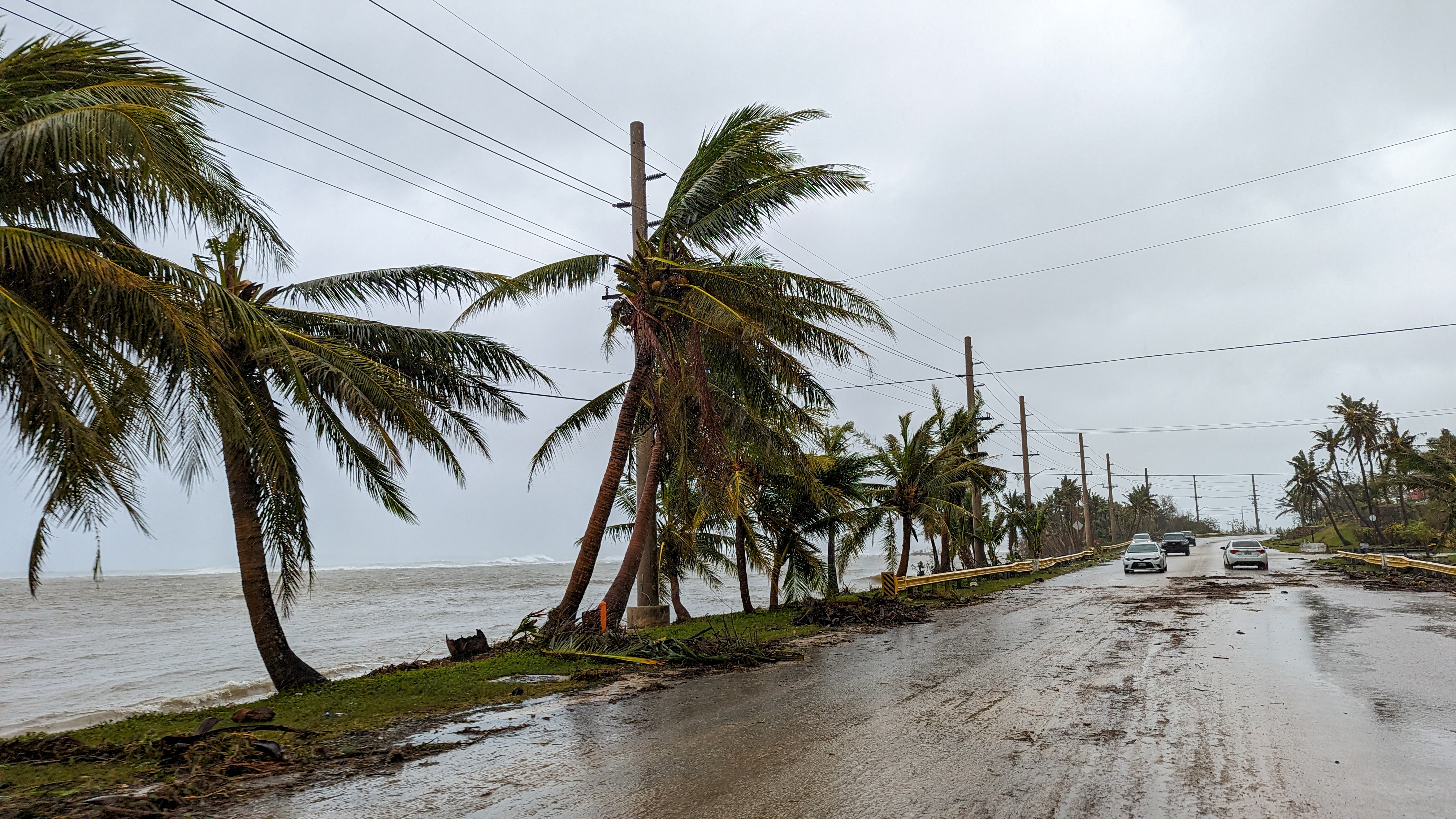
태풍 마와르로 괌에 피해가 발생한 모습.

5월 22일부터 마와르의 강풍 영향으로 괌 일부 지역에 정전이 발생하기 시작했다. 괌에 있는 앤토니오 B. 원 팻 국제공항에서는 태풍 마와르의 영향으로 최대 풍속 104.7 마일 매 시 (168.5 km/h)이 관측되기도 했다. 미국 기상예측센터에서는 태풍 마와르로 괌 곳곳에서 51 cm(510 mm)의 비가 내렸으며 대부분은 3시간동안 집중되서 내렸다고 밝혔다. 괌 데데도에 있는 미국 지질조사국(USGS) 강우계에서 가장 많은 72.2 cm의 강우량이 기록되었다.
태풍 마와르로 괌에서 5월 25일 바다로 떠밀려간 남성 2명을 괌 소방당국서 이틀 간 수색하였으나, 5월 27일 수색을 중단해 사망자 수로 집계되었다.

### 필리핀
태풍 마와르로 코르디예라 행정구에서 한 명이 경상당했고, 필리핀의 낡은 한 창고가 붕괴되었다. 또한 필리핀 국가재난위험감소관리위원회 (NDRRMC)는 30,506명이 태풍의 영향을 받았다고 밝혔고, 23채의 집이 손상되었으며, 그 중 5채의 집이 붕괴되었다. 한편, 아우로라주의 발레르에선 폭풍 해일로 인해 거주자들이 그들의 집을 잃었고, 카가얀주의 일부 지역에선 정전이 발생했다. 25,000 페소의 농업적 피해가 발생했고, 68,695.58 페소의 인프라적 피해가 발생했다. 또한, 서비사야스 지방 (또는 제6구)에서 1명의 사망자가 발생하였다.

### 대만
태풍의 영향으로 13세 아이가 바다에 휩쓸려 숨진 채 발견되었으며, 같이 휩쓸렸던 12세 소녀와 25세 남성도 실종되었다. 이 중 남성은 생존한 상태로 다시 해변으로 쓸려왔고, 12세 소녀는 현재까지 실종 상태이다. MOTC에 따르면 뤼다오향(일명 녹도)에서 330명이, 란위섬에서 478명이 고립되었다.

### 일본
마와르의 영향에 의하여 미야코 제도를 제외한 사키시마 제도 전체 지역에 풍랑특보를 발표하였고, 요나구니섬을 제외한 야에야마 제도 전체 지역에 강풍주의보를 발표하였으며 이후 5월 29일 16시에는 미야코 제도에 풍랑경보와 강풍주의보를 발표하였다. 5월 30일 4시 30분에는 오키나와 제도에 풍랑주의보를 발표하였다. 5월 30일 6시 30분에는 요나구니초에 풍랑경보를 발표하였다. 5월 30일 16시 30분에는 오키나와섬 남부지역, 게라마 제도, 쿠메 섬에 강풍주의보를 발표하였다. 구메섬에는 폭풍해일 주의보도 같이 발표하였다. 5월 31일 14시에는 오키나와 제도 전역에 풍랑경보로 대치되었다. 이후 5월 29일 16시에는 미야코 제도에 풍랑경보와 강풍주의보를 발표하였다. 5월 30일 4시 30분에는 오키나와 제도에 풍랑주의보를 발표하였다. 5월 30일 6시 30분에는 요나구니초에 풍랑경보를 발표하였다. 16시 30분에는 오키나와 섬 남부지역, 게라마 제도, 쿠메 섬에 강풍주의보를 발표하였다. 쿠메지마초에는 폭풍해일 주의보도 같이 발표하였다. 5월 31일 14시에는 오키나와 제도 전역에 풍랑경보로 대치되었다. 18시 37분 경에는 미야코지마시 일대에서 최대 순간풍속 30.7m/s가 관측되었다. 16시에는 야에야마 제도 전역에 폭풍해일 주의보가 발표되었다. 16시 15분에는 다이토 제도 지역에, 이어서 16시 30분에는 아마미 군도 지역에 풍랑주의보, 강풍주의보가 발령되었다. 16시 45분에는 오키나와 제도 전역에 폭풍해일 주의보도 발표되었다. 18시 10분에는 사키시마 제도 전역에 강풍경보로 대치되었다. 실제 이후 18시 37분 경에는 강풍경보가 발효된 사키시마 제도 내에 위치한 미야코지마시 일대에서 최대 순간풍속 30.7m/s가 관측되었다. 6월 1일 4시 25분에는 다이토 제도 지역에 풍랑경보로 대치되었다. 5시 5분에는 아마미 군도 지역에 풍랑경보로 대치되었다. 6시 10분에는 오키나와 섬 남부 지역에 폭풍해일경보로 대치되었다. 또한 홍수주의보도 발표되었다. 7시 50분에는 야에야마 제도 전역에 폭풍해일주의보가 해제되었다. 17시에는 아마미 군도 지역에 폭풍해일주의보가 발효되었다. 22시에는 오키나와 섬의 폭풍해일특보가 해제되었다

### 대한민국
대한민국 기상청은 5월 31일 4시 태풍 마와르의 간접영향에 의하여 제주도 남쪽 바깥 먼 바다에 풍랑주의보를 발표하였다. 16시에는 남해 동부 바깥 먼 바다에, 이어서 17시에는 제주도 남서쪽 안쪽 먼 바다에 풍랑주의보를 발표하였다. 4시에는 서해 남부 남쪽 안쪽 먼 바다, 서해 남부 남쪽 바깥 먼 바다, 남동쪽 안쪽 먼 바다에 풍랑주의보를 발표하였다. 13시 45분에는 제주도산지, 제주도서부, 제주도남부중산간에 호우주의보를 발표하였다. 이후 14시 30분에는 제주도북부에도 호우주의보를 발표하였다. 15시 30분에는 경상남도 거제시에 호우주의보를 발표하였다. 16시 30분에는 제주도동부, 제주도남부, 제주도북부중산간에 호우주의보를 발표함으로서 제주도 전지역에 호우주의보가 발표되었다

## 통계
| 순위 | 태풍번호 | 태풍이름 | 존재기간    |
| ---- | -------- | -------- | ----------- |
| 1위  | 8614     | WAYNE    | 19일 6시간  |
| 2위  | 7207     | RITA     | 19일        |
| 2위  | 1705     | NORU     | 19일        |
| 4위  | 6722     | OPAL     | 18일 6시간  |
| 5위  | 2302     | MAWAR    | 16일        |
| 6위  | 9120     | NAT      | 15일 18시간 |
| 7위  | 7209     | TESS     | 15일 12시간 |
| 8위  | 7414     | MARY     | 15일 6시간  |
| 9위  | 0917     | PARMA    | 14일 18시간 |
| 10위 | 9728     | PAKA     | 14일 12시간 |
| 10위 | 9431     | VERNE    | 14일 12시간 |

## 같이 보기
- 태풍 필리스 (1958년) - 역사상 풍속 기준 2번째로 강력한 5월 태풍.
- 태풍 담레이 (2000년) - 역사상 3번째로 강력한 5월 태풍.
- 태풍 카렌 - 괌을 타격한 가장 강력한 태풍.
- 태풍 위투 (2018년) - 마리아나 제도를 타격한 가장 강력한 태풍.